# Claus-Michael Hüssen
Claus-Michael Hüssen (* 1955 in Bottrop) ist ein deutscher Provinzialrömischer Archäologe.
Hüssen studierte von 1976 bis 1985 Provinzialrömische Archäologie, Vor- und Frühgeschichte und Alte Geschichte an der Ludwig-Maximilians-Universität München, wo er 1985 bei Günter Ulbert promoviert wurde. Von 1984 bis 1986 war er als Archäologe bei der Stadt Weißenburg tätig, anschließend kurz beim Bayerischen Landesamt für Denkmalpflege, Außenstelle Nürnberg. Seit 1986 ist er wissenschaftlicher Referent bei der Römisch-Germanischen Kommission des Deutschen Archäologischen Instituts (DAI), von 1990 bis 2015 war er Leiter der DAI-Außenstelle Ingolstadt.
Sein Schwerpunkt liegt bei Forschungen zum Limes in den Nordwestprovinzen sowie zu den Wirtschaftstrukturen im ländlichen Raum an Donau und Limes.

## Schriften
- A rich late La Tène burial at Hertford Heath, Hertfordshire (= British Museum, Department of Prehistoric and Romano-British Antiquities. Occasional Papers. 44). British Museum, London 1983, ISBN 0-86159-044-9.
- mit Josef Mang: Altmühlfranken aus der Luft. Bilder zur Archäologie und Geschichte. Keller, Treuchtlingen 1987, ISBN 3-924828-15-6.
- Die römische Besiedlung im Umland von Heilbronn (= Forschungen und Berichte zur Vor- und Frühgeschichte in Baden-Württemberg. 78). Theiss, Stuttgart 2000, ISBN 3-8062-1493-X (Zugleich: München, Universität, Dissertation, 1985).
- Der Girlandensarkophag der Sulpicia Priscilla (= Tibi dabo. Beiträge zur antiken Sprache und Kultur. Nummer 1). Tibi dabo e. V., Ingolstadt 2012.